# Mábel Lara
Mábel Lorena Lara Dinas (Puerto Tejada, Cauca, 18 de agosto de 1980) es una presentadora de noticias, periodista, comunicadora y política colombiana. Lara ha ganado ocho Premios India Catalina y un premio TVyNovelas por su trabajo en Noticias Caracol, y un Premio Simón Bolívar de Periodismo por su labor en Telepacífico.
Actualmente es secretaria de turismo de la ciudad de Cali.
Fue periodista de 6AM y Hoy por hoy, en Caracol Radio, y hasta mediados del 2020 fue presentadora de Noticias UNO por Cablenoticias.
En el año 2021 Lara incursionó en la política electoral como candidata al Senado de Colombia, siendo cabeza de lista del Nuevo Liberalismo para las elecciones de 2022; elecciones en las que no logró ser elegida. Lara renunció a la colectividad en junio del mismo año debido a la decisión del partido de no respaldar a la coalición del nuevo gobierno del Pacto Histórico.

## Carrera
Lara nació en Puerto Tejada, Cauca, el 17 de agosto de 1980, pero a la edad de seis años se mudó a Cali, en un principio estudió Derecho, pero su madre la animó a que se decantara por la Comunicación. En 2002 inició su trabajo como reportera deportiva en Caracol Radio, luego, ingresó a Telepacífico como presentadora-reportera del programa cultural Nuestra Herencia, donde recogía las historias de vida de los habitantes de la Región Pacífica. Gracias a ese espacio cultural obtuvo un Premio Nacional de Periodismo Simón Bolívar.

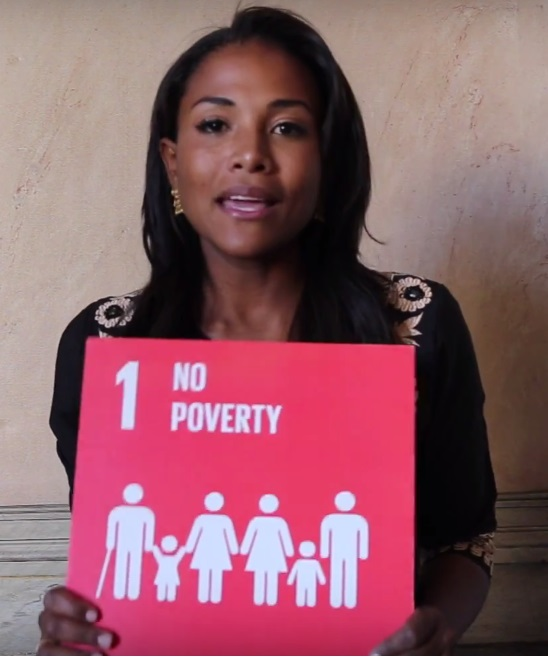
Lara durante una entrevista para Global Goals Forum.

Luego de cuatro años en Telepacífico, en 2008 Mábel ingresó a Noticias Caracol, para presentar la emisión del fin de semana. Posteriormente estuvo de lunes a viernes al mediodía, y luego con Juan Diego Alvira, condujo la primera emisión del noticiero. En 2013 ingresó al programa radial de opinión Mañanas Blu de Blu Radio, alternando con Noticias Caracol, hasta comienzos de febrero de 2016, cuando dio a conocer mediante sus redes sociales, su retiro de Noticias Caracol, aunque dijo que esporádicamente haría informes para el noticiero desde Cali.
Dirigió Blanco y negro y Vive Cali ambos en Blu Radio. Desde Cali hacía parte de la emisión del mediodía de manera ocasional, junto a Mónica Jaramillo y Vanessa de la Torre. En marzo de 2017, después de nueve años, hizo definitiva su salida, tanto de Caracol Televisión como de Blu Radio, para dedicarse a nuevos proyectos; pero no fue sino hasta el 15 de marzo cuando se despidió de la audiencia.
Desde el 19 de agosto de 2017 hasta el 31 de mayo de 2020, fue presentadora de Noticias Uno en sustitución de Carolina Oliver. Se retiró del informativo en mayo del 2020 debido a conflictos de horario con su trabajo en Caracol Radio.
Desde el 8 de julio de 2019 hasta el 31 de agosto de 2021 fue miembro del programa 6 AM hoy por hoy de Caracol Radio bajo la dirección de Gustavo Gómez Córdoba. Se retiró de la emisora para dedicarse a su plataforma de Spotify, en un pódcast sobre la actualidad noticiosa de Colombia y Latinoamérica.

## Vida personal e imagen pública
Mábel se graduó del Colegio Tulio Enrique Tascón de la Seccional Cali de la Universidad Libre (Colombia), en 1997, hizo estudios superiores en Comunicación social en la Universidad Santiago de Cali. Está casada con el productor de televisión César Galvis, tienen un hijo llamado Luciano Galvis Lara, quien nació en el 2013. Lara ha confesado su admiración por Oriana Fallaci y Barbara Walters, así como por Carmen Aristegui y Hala Gorani.
Mábel también ha mostrado su apoyo al grupo afrocolombiano con campañas publicitarias y televisivas; además, trabaja en proyectos de desarrollo social en el norte de Cauca y está vinculada a programas de ayuda a jóvenes pandilleros y madres cabeza de familia. También, ha encabezado proyectos sociales con campesinos y mujeres indígenas del Cauca, trabajando en temas de comunicación. En 2017, Mábel se convirtió en embajadora de la Teletón en Colombia, compartiendo cargo con Andrea Serna, Jorge Alfredo Vargas y Felipe Arias.

## Premios y nominaciones
| Año  | Premiación                    | Trabajo nominado | Categoría                     | Resultado | Ref.   |
| ---- | ----------------------------- | ---------------- | ----------------------------- | --------- | ------ |
| 2011 | XXVII Premios India Catalina  | Noticias Caracol | Mejor presentador de noticias | Nominado  | [ 16 ] |
| 2012 | XXVIII Premios India Catalina | Noticias Caracol | Mejor presentador de noticias | Ganador   | [ 17 ] |
| 2012 | XXI Premios TVyNovelas        | Noticias Caracol | Mejor presentador de noticias | Ganador   | [ 18 ] |
| 2013 | XXIX Premios India Catalina   | Noticias Caracol | Mejor presentador de noticias | Ganador   | [ 19 ] |
| 2013 | XXII Premios TVyNovelas       | Noticias Caracol | Mejor presentador de noticias | Nominado  | [ 20 ] |
| 2015 | XXXI Premios India Catalina   | Noticias Caracol | Mejor presentador de noticias | Ganador   | [ 21 ] |
| 2015 | XXIII Premios TVyNovelas      | Noticias Caracol | Mejor presentador de noticias | Nominado  | [ 22 ] |
| 2016 | XXXII Premios India Catalina  | Noticias Caracol | Mejor presentador de noticias | Ganador   | [ 23 ] |
| 2016 | XXIV Premios TVyNovelas       | Noticias Caracol | Mejor presentador de noticias | Nominado  | [ 24 ] |
| 2017 | XXXIII Premios India Catalina | Noticias Caracol | Mejor presentador de noticias | Ganador   | [ 25 ] |
| 2018 | XXXIV Premios India Catalina  | Noticias UNO     | Mejor presentador de noticias | Ganador   |        |
| 2019 | XXXV Premios India Catalina   | Noticias UNO     | Mejor presentador de noticias | Ganador   |        |

### Otros reconocimientos
- 2007 - Premio Nacional de Periodismo Simón Bolívar. Mejor Emisión Cultural, por «Nuestra Herencia».[2]